# إدغار دي أوليفيرا
إدغار دي أوليفيرا (بالبرتغالية: Edgard de Oliveira Jr.‏) هو منافس ألعاب قوى برازيلي، ولد في 11 نوفمبر 1967.

## وصلات خارجية
- إدغار دي أوليفيرا على موقع الاتحاد الدولي لألعاب القوى (الإنجليزية)
- إدغار دي أوليفيرا على موقع أوليمبيديا (الإنجليزية)